# Dukla Pardubice
Dukla Pardubice was een Tsjechische voetbalclub uit Pardubice.
De club werd in de hoofdstad Praag opgericht als Tankista Praag en speelde in 1953 voor het eerst in de hoogste klasse. Tankista werd zevende op veertien clubs. Na drie seizoenen degradeerde de club en verhuisde naar de provinciestad Pardubice en werd zo Dukla Pardubice. Dukla kon meteen terug promoveren. In 1959 werd degradatie net vermeden omdat de club een beter doelsaldo had dan Dynamo Žilina. Dit was echter uitstel van executie en het volgende seizoen werd de club laatste. In 1961 fuseerde Dukla Pardubice met TJ VCHZ Pardubice.

## Europese wedstrijden
- 1/8 = 1/8ste finale

| Seizoen | Competitie | Ronde | Land                 | Club               | Score    |
| ------- | ---------- | ----- | -------------------- | ------------------ | -------- |
| 1958    | Donau Cup  | 1/8   | Vlag van Joegoslavië | Rode Ster Belgrado | 0-0, 0-2 |